# Estado Aragonés
Estado Aragonés (EA) es un partido político español, nacionalista aragonés y de izquierdas, que se formó en Barcelona en diciembre de 1933 estuvo activo hasta 1937 año en el que se disolvió para volver a refundarse en el año 2006.

## Historia
Fue una decisión de la Unión Aragonesista originada en Barcelona en 1933.
Su presidente era Gaspar Torrente y entre sus militantes estaban Emilio Jover y Miguel Alcubierre. Sus juventudes, Juventud de Estado Aragonés 'Los Almogávares', dirigidas por Luis Porté, apoyaron la declaración de la República catalana por Lluís Companys el 6 de octubre de 1934. A causa de la posterior represión, algunos de sus miembros fueron encarcelados y su sede de Barcelona fue cerrada. En 1936, los Almogávares se reactivaron y eligieron como presidente a Miguel Alcubierre, que lanzó una campaña en Aragón para la consecución de la autonomía, campaña que tuvo eco entre los partidos republicanos de izquierda, mientras Gaspar Torrente seguía liderando el partido.
Fruto de esta iniciativa fue la celebración del congreso autonomista que tuvo lugar en Caspe (provincia de Zaragoza) entre el 1 de mayo y el 3 de mayo de 1936, presidido por Torrente. El principal fruto de este congreso fue la elaboración de un anteproyecto de estatuto de autonomía para Aragón. EA se mantuvo en activo hasta 1937, pero luego desapareció.
Estado Aragonés fue un partido pequeño, que no debió de pasar de unas decenas de afiliados y que tenía a Renacimiento Aragonés como su órgano de expresión oficioso.
Ya en la época actual y finalizando el año 2006, un grupo de personas, la mayoría del Rolde Aragonés de Barcelona, se ponen de acuerdo para refundar el histórico partido. Se crea una junta promotora, que legaliza "Estado Aragonés-Estau Aragonés, y desde de ese instante, junto a las gestoras que se forman en Barcelona y Zaragoza, se empieza a construir una organización política, cuyo objetivo es conseguir la soberanía del Pueblo aragonés, desde el trabajo de una organización de izquierda democrática, respetando las leyes vigentes y bajo el amparo del derecho internacional .
Estado Aragonés se presentó a las elecciones municipales de Zaragoza en 2015 y 2019, encabezando su lista Miguel Ezquerra, histórico activista de Movimiento Vecinal, obteniendo un 0'14% del voto en cada caso.
Entre 2019 y 2023 participó, junto a otras entidades aragonesistas, en las convocatorias de Homenaje a Juan de Lanuza los 20 de diciembre y a la Bandera de Aragón los 23 de abril, lideradas con CHA.
En las Elecciones Autonómicas de 2023 apoyó las candidaturas de CHA, participando en las mismas sus militantes como independientes.